# تراي يونغ
رايفورد تراي يونغ (من مواليد 19 سبتمبر 1998) هو لاعب كرة سلة أمريكي محترف لفريق أتلانتا هوكس التابع لاتحاد كرة السلة الوطني (NBA). لعب كرة السلة الجامعية لفريق أوكلاهوما. في عام 2017، قام بمعادلة الرقم القياسي في ذلك الوقت في الرابطة الوطنية لألعاب القوى (NCAA) للتمريرات في الشعبة الأولى بـ 22 تمريرة في موسم واحد. الملقب بـ "آيس تراي"، تمت اختيار بواسطة دالاس مافريكس في إن بي أي درافت 2018، حيث كان الاختيار الخامس، وتم تبادله لاحقًا مع أتلانتا هوكس، جنبًا إلى جنب مع اختيار الجولة الأولى في المستقبل، للحصول على حقوق الدرافت إلى لوكا دونتشيتش. انضم مع دونتشيتش في اختيار بالإجماع لفريق 2019 إن بي أي أول-روكي الفريق الأول. تم إختياره في إن بي أي أول-ستار مرتين.

## حياة مبكرة
ولد تراي في لوبوك بولاية تكساس، وهو ابن كانديس ورايفورد يونغ، اللذان لعبا كرة السلة في تكساس تك واحترافًا في أوروبا. لديه أخ أصغر، تيم، وشقيقتان صغيرتان، كايتلين وكامرين. يونغ لديه أيضًا عم يلعب كرة السلة الجامعية في إن أي آي أي. نشأ تراي في بامبا، تكساس، على يد والدته وأجداده لأبيه، حيث كان والده يلعب كرة السلة في خارج البلاد.

## حياة شخصية
يونغ لديه ثلاثة أشقاء أصغر سناً. لعب والده كرة السلة لفريق تكساس تِك. ديانة تراي هي المسيحية.
اتبع يونغ خطى دونوفان ميتشل من خلال الظهور في الموسم الثاني من سلسلة داكيو (docu) الأصلية من إنتاج يونغ هوليوود. المسلسل يتبع يونغ في سباقه على جائزة أفضل لاعب صاعد لهذا العام.
يونغ مرتبط حاليًا بشريكته منذ فترة طويلة، والذي التقى بها في جامعة أوكلاهوما في عام 2017.

## إحصائيات المهنة
| * | قاد NCAA القسم الأول |

### الدوري الأمريكي للمحترفين

#### موسم عادي
| السنة    | الفريق               | لعب | بدأ | دقيقة | ميداني% | ثلاثية | حرة  | ارتداد | صنع  | استلاب | تصدي | نقطة |
| -------- | -------------------- | --- | --- | ----- | ------- | ------ | ---- | ------ | ---- | ------ | ---- | ---- |
| 2018–19  | أتلانتا [الإنجليزية] | 81  | 81  | 30.9  | .418    | .324   | .829 | 3.7    | 8.1  | .9     | .2   | 19.1 |
| 2019–20  | أتلانتا [الإنجليزية] | 60  | 60  | 35.3  | .437    | .361   | .860 | 4.3    | 9.3  | 1.1    | .1   | 29.6 |
| 2020–21  | أتلانتا [الإنجليزية] | 63  | 63  | 33.7  | .438    | .343   | .886 | 3.9    | 9.4  | .8     | .2   | 25.3 |
| 2021–22  | أتلانتا              | 76  | 76  | 34.9  | .460    | .382   | .904 | 3.7    | 9.7  | .9     | .1   | 28.4 |
| مسيرة    | مسيرة                | 280 | 280 | 33.6  | .440    | .355   | .873 | 3.9    | 9.1  | .9     | .2   | 25.3 |
| أول-ستار | أول-ستار             | 2   | 2   | 17.5  | .391    | .333   | –    | 2.5    | 10.0 | 1.0    | .0   | 11.5 |

#### تصفيات
| السنة | الفريق               | لعب | بدأ | دقيقة | ميداني% | ثلاثية | حرة  | ارتداد | صنع | استلاب | تصدي | نقطة |
| ----- | -------------------- | --- | --- | ----- | ------- | ------ | ---- | ------ | --- | ------ | ---- | ---- |
| 2021  | أتلانتا [الإنجليزية] | 16  | 16  | 37.7  | .418    | .313   | .866 | 2.8    | 9.5 | 1.3    | .0   | 28.8 |
| مسيرة | مسيرة                | 16  | 16  | 37.7  | .418    | .313   | .866 | 2.8    | 9.5 | 1.3    | .0   | 28.8 |

### كلية
| السنة                | الفريق    | لعب | بدأ | دقيقة | ميداني% | ثلاثية | حرة  | ارتداد | صنع  | استلاب | تصدي | نقطة  |
| -------------------- | --------- | --- | --- | ----- | ------- | ------ | ---- | ------ | ---- | ------ | ---- | ----- |
| 2017–18 [الإنجليزية] | أوكلاهوما | 32  | 32  | 35.4  | .423    | .361   | .861 | 3.9    | 8.7* | 1.7    | .3   | 27.4* |

## روابط خارجية
- تراي يونغ على موقع الاتحاد الدولي لكرة السلة (الإنجليزية)
- تراي يونغ على موقع إن بي أي (الإنجليزية)
- تراي يونغ على موقع سبورتس رفرنس (الإنجليزية)
- تراي يونغ على موقع كرة السلة الأوروبية.كوم (الإنجليزية)
- تراي يونغ على موقع DraftExpress.com (الإنجليزية)
- تراي يونغ على موقع إي إس بي إن.كوم (الإنجليزية)
- تراي يونغ على موقع كلية كرة السلة في سبورتس رفرنس.كوم (الإنجليزية)
- تراي يونغ على موقع ريلجم (الإنجليزية)
- تراي يونغ على موقع بروبوليرز (الإنجليزية)